# ایوک (همدان)
ایوگ (همدان)، روستایی از توابع بخش مرکزی شهرستان همدان در استان همدان ایران است. این روستا یکی از قدیمی ترین روستاهای استان همدان می باشد و عمده اقتصاد آن بر مبنای باغداری و زراعت است و از مهمترین محصول باغات آن انگور می باشد و در زمینه زراعت کشت دیم نخود و گندم صورت می پذیرد . از جمله معروفترین خاندان این روستا به خاندان نوروزی می توان اشاره نمود.

## جمعیت
این روستا در دهستان سنگستان قرار دارد و براساس سرشماری مرکز آمار ایران در سال ۱۳۹۵، جمعیت آن ۳۲۵ نفر (۹۸خانوار) بوده‌است.